# 260724 Malherbe
260724 Malherbe este o planetă minoră (asteroid) din centura de asteroizi. A fost descoperită pe 30 mai 2005 la Saint-Sulpice de Observatoire de Saint-Sulpice⁠(d). 
Obiectul prezintă o orbită caracterizată de o semiaxă mare de 2,4080910107455 UAi, o excentricitate de 0,1, o înclinație de 6,2 ° în raport cu ecliptica.